# Ministère du Tourisme (Gabon)
 (avril 2024).
La mise en forme du texte ne suit pas les recommandations de Wikipédia : il faut le « wikifier ».
Les points d'amélioration suivants sont les cas les plus fréquents. Le détail des points à revoir est peut-être précisé sur la page de discussion.
- Les titres sont pré-formatés par le logiciel. Ils ne sont ni en capitales, ni en gras.
- Le texte ne doit pas être écrit en capitales (les noms de famille non plus), ni en gras, ni en italique, ni en « petit »…
- Le gras n'est utilisé que pour surligner le titre de l'article dans l'introduction, une seule fois.
- L'italique est rarement utilisé : mots en langue étrangère, titres d'œuvres, noms de bateaux, etc.
- Les citations ne sont pas en italique mais en corps de texte normal. Elles sont entourées par des guillemets français : « et ».
- Les listes à puces sont à éviter, des paragraphes rédigés étant largement préférés. Les tableaux sont à réserver à la présentation de données structurées (résultats, etc.).
- Les appels de note de bas de page (petits chiffres en exposant, introduits par l'outil «  Source ») sont à placer entre la fin de phrase et le point final[comme ça].
- Les liens internes (vers d'autres articles de Wikipédia) sont à choisir avec parcimonie. Créez des liens vers des articles approfondissant le sujet. Les termes génériques sans rapport avec le sujet sont à éviter, ainsi que les répétitions de liens vers un même terme.
- Les liens externes sont à placer uniquement dans une section « Liens externes », à la fin de l'article. Ces liens sont à choisir avec parcimonie suivant les règles définies. Si un lien sert de source à l'article, son insertion dans le texte est à faire par les notes de bas de page.
- La présentation des références doit suivre les conventions bibliographiques. Il est recommandé d'utiliser les modèles {{Ouvrage}}, {{Chapitre}}, {{Article}}, {{Lien web}} et/ou {{Bibliographie}}. Le mode d'édition visuel peut mettre en forme automatiquement les références.
- Insérer une infobox (cadre d'informations à droite) n'est pas obligatoire pour parachever la mise en page.

Pour une aide détaillée, merci de consulter Aide:Wikification.
Si vous pensez que ces points ont été résolus, vous pouvez retirer ce bandeau et améliorer la mise en forme d'un autre article.
 (avril 2024).
Pour les autres articles nationaux ou selon les autres juridictions, voir Ministère du Tourisme.
Le Ministère du Tourisme et l'Artisanat est chargé de la promotion d'activités touristiques du Gabon. 

## Description

### Siège
Son siège est situé à Batterie IV, immeuble interministériels les 4 Perles, 6e étage Libreville. 

### Attributions
Le ministère est chargé de promouvoir le Tourisme, d'encadrer et d'assurer l'ensemble des activités touristiques selon les lois en vigueur au Gabon.

### Liste des ministres
Le ministre chargé de ce département est Pascal Ogowe Siffon, membre du gouvernement de la transition.
Jean Massima est ministre du Tourisme en 2002 sous Omar BONGO.
Marie Rosine Itsana est, pour sa part, ministre de 2019 à 2020. 
Pascal Houagni Ambouroue est ministre dudit Ministère de 2020 à 2022. 
Jean Norbert Diramba est quant à lui, Ministre du Tourisme sous Ali BONGO en 2022. 